# Liste des monarques d'Afrique du Sud
Cet article présente la liste des monarques d'Afrique du Sud. L'Union sud-africaine naît le 31 mai 1910. Il s'agit d'un pays autonome qui partage son monarque avec le Royaume-Uni et les autres dominions de l'Empire britannique. Les pouvoirs constitutionnels du monarque sont principalement délégués au gouverneur général d'Afrique du Sud.
La monarchie sud-africaine est abolie le 31 mai 1961, date à laquelle le pays devient une république et quitte le Commonwealth.

## Liste des monarques sud-africains
| No | Portrait | Nom de règne                                                                                   | Règne            | Règne            | Nom complet                                         | Consort              |
| -- | --- | ---------------------------------------------------------------------------------------------- | ---------------- | ---------------- | --------------------------------------------------- | -------------------- |
| 1  | | George V (1865-1936) Maison de Saxe- Cobourg-Gotha (jusqu'en 1917) Maison Windsor (après 1917) | 31 mai 1910      | 20 janvier 1936  | George Frederick Ernest Albert                      | Mary de Teck         |
| 1  | Gouverneurs généraux : Herbert Gladstone, Sydney Buxton, Arthur de Connaught, Alexander Cambridge, George Villiers               | George V (1865-1936) Maison de Saxe- Cobourg-Gotha (jusqu'en 1917) Maison Windsor (après 1917) |                  |                  |                                                     |                      |
| 1  | Premiers ministres : Louis Botha, Jan Smuts, James B. Hertzog                                                                    | George V (1865-1936) Maison de Saxe- Cobourg-Gotha (jusqu'en 1917) Maison Windsor (après 1917) |                  |                  |                                                     |                      |
| 2  | | Édouard VIII (1894-1972) Maison Windsor                                                        | 20 janvier 1936  | 11 décembre 1936 | Edward Albert Christian George Andrew Patrick David | Aucun                |
| 2  | Gouverneur général : George Villiers                                                                                             | Édouard VIII (1894-1972) Maison Windsor                                                        |                  |                  |                                                     |                      |
| 2  | Premier ministre : James B. Hertzog                                                                                              | Édouard VIII (1894-1972) Maison Windsor                                                        |                  |                  |                                                     |                      |
| 3  | | George VI (1895-1952) Maison Windsor                                                           | 11 décembre 1936 | 6 février 1952   | Albert Frederick Arthur George                      | Elizabeth Bowes-Lyon |
| 3  | Gouverneurs généraux : George Villiers, Patrick Duncan, Nicolaas Jacobus de Wet, Gideon Brand van Zyl (en), Ernest George Jansen | George VI (1895-1952) Maison Windsor                                                           |                  |                  |                                                     |                      |
| 3  | Premiers ministres : James B. Hertzog, Jan Smuts, Daniel François Malan                                                          | George VI (1895-1952) Maison Windsor                                                           |                  |                  |                                                     |                      |
| 4  | | Élisabeth II (1926-2022) Maison Windsor                                                        | 6 février 1952   | 31 mai 1961      | Elizabeth Alexandra Mary                            | Philip Mountbatten   |
| 4  | Gouverneurs généraux : Ernest George Jansen, Lucas Cornelius Steyn (en), Charles Swart, Lucas Cornelius Steyn (en)               | Élisabeth II (1926-2022) Maison Windsor                                                        |                  |                  |                                                     |                      |
| 4  | Premiers ministres : Daniel François Malan, Johannes Strijdom, Hendrik Verwoerd                                                  | Élisabeth II (1926-2022) Maison Windsor                                                        |                  |                  |                                                     |                      |

## Liste des consorts sud-africains
| Portrait             | Nom                                               | Devenu consort                         | Cessé d'être consort                  | Époux/Épouse |
| -------------------- | ------------------------------------------------- | -------------------------------------- | ------------------------------------- | ------------ |
| Mary de Teck         | Mary de Teck (26 mai 1867 – 24 mars 1953)         | 31 mai 1910 indépendance du pays       | 20 janvier 1936 mort de son mari      | George V     |
| Elizabeth Bowes-Lyon | Elizabeth Bowes-Lyon (4 août 1900 – 30 mars 2002) | 11 décembre 1936 accession de son mari | 6 février 1952 mort de son mari       | George VI    |
| Philip Mountbatten   | Philip Mountbatten (10 juin 1921 – 9 avril 2021)  | 6 février 1952 accession de sa femme   | 31 mai 1961 abolition de la monarchie | Élisabeth II |